# 水圏

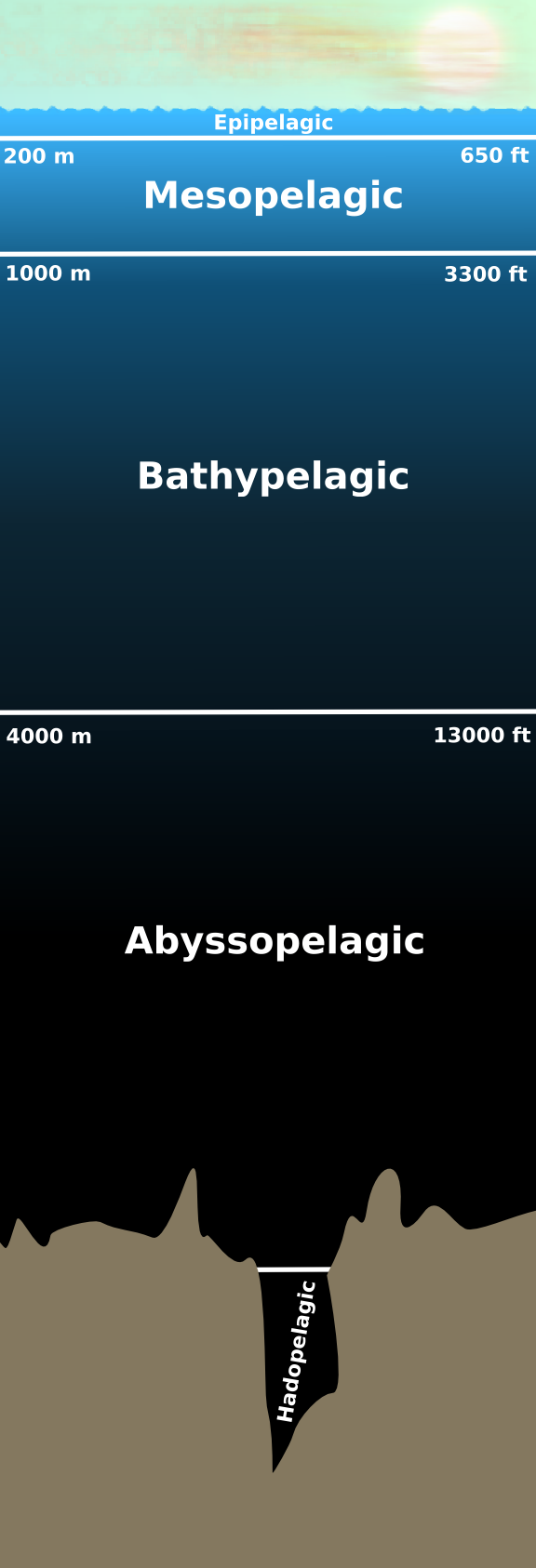
海の垂直区分。

1. 表層（epipelagic）
2. 中深層（mesopelagic）
3. 漸深層（bathypelagic）
4. 深海層（abyssopelagic）
5. 超深海層（hadal zone / hadopelagic）

水圏（すいけん、英: hydrosphere）は、地球の液体の水の層である。

## 解説
具体的に該当するのは海洋、湖沼、河川、地下水、雪氷水、土壌水などである。
水圏は地表の約71%を覆い、多数の動植物の生息の場である。水界とも言う。
水圏の水は 1.4×1021 kg存在し、地球の質量の 0.024% を占める。水圏の水の97.3%ほどが海水で2%強が陸水である。
水圏は気圏（または大気圏）同様、常に流動している。河川の流れは目視しやすいが、湖沼水の流動は目につきにくい。海洋水の流動はところによっては肉眼で確認しやすいが、熱帯地方と極地方の間や大陸間の大流動などは確認が困難である。これは熱帯地方の暖かい海水が極地方へ、極地方の冷たい海水が熱帯地方へ流動するもので、このような流動は海流と呼ばれる形をとる。この海流は海洋の表面と深部（深度約4,000m）に存在する。
海洋のこの流動に影響する性質には水の温度と塩分がある（熱塩循環）。暖かい水は比重が小さく海洋の表面を流動するが、冷たい水は比重が大きく海底へと沈んでゆく。塩分が多い水は比重が大きく沈みやすいが、塩分が少ない水や淡水は比重が小さく大洋の表面に浮上する。水の温度と塩分の組み合わせが水の浮上と沈降または中深度での滞留を決定する要素である。
海洋には気候システムに寄与する働きが2つある。一つは気圏の温室効果を左右する化学物質を大量に貯蔵することで、この貯蔵構成の変化速度が気候変動の速度を限定する。もうひとつは地表に届く太陽放射エネルギーの90%を吸収することで、気圏に働きかけて熱帯地方の熱を極地方に移転し太陽エネルギーを再配分する。